# 少年杰特
《少年傑特》（原題：少年ジェット），是在講談社雑誌《ぼくら》於1959年起連載長達三年的武内綱義漫画作品，並在同年播出特攝电视影集版本（漫畫版原本就是以拍攝電視影集版為前提而推出），也是故事中主角的通称。

## 概要
名偵探船越宏（ふなこし　ひろし）的助手北村健（きたむら　たけし）与他的愛犬謝恩（シェーン）共同解决疑难案件，並化身為身披白色圍巾騎乘機車的神秘英雄「少年傑特」，对抗怪盗黑惡魔（ブラック・デビル）和科学家台风博士等犯罪者。